# Burgbernheim
Burgbernheim è un comune tedesco di 3 464 abitanti situato nel land della Baviera.